# Yuzuru Hanyūda
Yuzuru Hanyūda (jap. 羽入田 譲, Hanyūda Yuzuru; * 23. Oktober 1976) ist ein japanischer Skeletonfahrer.
Yuzuru Hanyūda begann 1997 mit dem Skeletonsport und gehört seit 2002 dem japanischen Nationalkader an. Im Dezember 2002 gab der Japaner in Calgary sein Debüt im Skeleton-America’s Cup und wurde Zwölfter. Es dauerte bis zum November 2004, dass er sich an derselben Stelle als Viertplatzierter erstmals unter den besten Zehn platzieren konnte. Im Januar 2005 konnte er aufgrund dieses und weiterer guter Ergebnisse erstmals im Skeleton-Weltcup antreten. In Turin wurde er 18. Schon im folgenden Rennen in St. Moritz kam er als Achter unter die Top Ten und erreichte seine bis heute beste Platzierung in diesem Wettbewerb. Höhepunkt einer guten Saison wurde die Teilnahme an der Bob- und Skeleton-Weltmeisterschaften 2005 in Calgary, wo Hanyūda den 17. Rang belegte. Nachdem der Japaner in der Saison 2005/06 nur mäßige Ergebnisse erreicht hatte, wurde er wieder zurückgestuft. In den beiden folgenden Jahren erreichte der Japaner meist gute bis mittelmäßige Ergebnisse im America’s Cup und im neu geschaffenen Skeleton-Intercontinentalcup. In der Saison 2007/08 erreichte er mit Platz zwei hinter seinem Landsmann Yūki Sasahara in Park City sein bis dahin bestes Ergebnis im America’s Cup und wurde am Ende in der Gesamtwertung hinter Sasahara und Chris Burgess Dritter. 2008/09 wiederholte er diese Platzierung in der Gesamtwertung und wurde nach einem dritten Rang in Calgary an selber Stelle einen Tag darauf hinter Kevin Ellis Zweiter. 2010/11 gewann er in Calgary sein erstes Rennen. In den beiden folgenden Rennen in Lake Placid konnte Hanyūda hinter Greg Maidment zunächst Zweiter werden und einen Tag darauf vor diesem erneut ein America’s-Cup-Rennen gewinnen.